# Classe préparatoire technologie et sciences industrielles
Dans le système éducatif français, la classe préparatoire technologie et sciences industrielles ou TSI est une des voies d'orientation en première année, communément appelée Maths sup TA, et seconde année, communément appelée Maths spé TA, de la filière des classes préparatoires scientifiques.
L'accès à cette classe est ouvert après un baccalauréat technologique.

## Historique
Ces classes ont été créées en 1977 par Lionel Stoléru, secrétaire d'État auprès du ministre du Travail, afin de permettre aux élèves ayant un baccalauréat technologique d'accéder aux grandes écoles d'ingénieurs. Le souhait du gouvernement de l'époque était de promouvoir l'enseignement technique. 
L'ancienne dénomination de ces classes était Maths Sup et Spé TA avant de se voir libellé Maths Sup et Spé TSI en 1995 (application à la rentrée 1995).

## Orientation
À partir de 2013, la filière TSI est ouverte aux élèves issus des filières technologiques STI2D et
STL option SPCL.
Jusqu’alors les classes préparatoires TSI rassemblaient des élèves ayant suivi une filière technologique au lycée, majoritairement une 1re et Terminale STI, mais aussi les élèves issus d'un bac STL option SPCL.
Il existe aussi cinq lycées comprenant une classe préparatoire TSI dont le programme d'enseignement est dispensé exceptionnellement en trois ans, ceci afin de permettre à des titulaires d'un baccalauréat professionnel du secteur industriel une remise à niveau.

## Débouchés
Au cours des deux années de formation, l'élève va acquérir une démarche d'ingénieur tout au long de son cycle d'apprentissage. 
La première année de TSI sert à l'apprentissage des fondamentaux, pour la seconde année. 
À l'issue de la seconde année de TSI, l'élève pourra passer des concours afin d'intégrer une école d'ingénieurs, mais également entrer à l'université en troisième année de licence ou refaire une seconde année de TSI. 
La filière connait un succès indéniable puisque le nombre de candidats se présentant aux concours augmente régulièrement : il est passé de 703 à 1073 (+53 %) entre 2008 et 2016 alors que, dans le même temps, la filière MP passait de 6609 à 6884 candidats (+4 %). 
Les principaux concours proposés sont : Centrale-Supélec (qui comprend les groupes Mines-Ponts et l'École polytechnique,) et Concours communs polytechniques,.
En 2016, pour 1 142 inscrits : un seul TSI intègre l'X, 15 intègrent sur le concours Mines-Ponts, 38 pour Centrale (Paris, Lyon, Lille et Nantes) et Supélec, 6 à PHELMA et 2 à l'ENSEEIHT.
En 2017, pour 1347 inscrits (+18%) : deux TSI intègrent l'X, 9 intègrent sur le concours Mines-Ponts, 41 pour Centrale (Paris, Lyon, Lille et Nantes) et Supélec, 5 à PHELMA et 2 à l'ENSEEIHT.
En 2018, pour un nombre quasi stable d'inscrits : deux TSI intègrent l'X, 10 intègrent sur le concours Mines-Ponts (Mines Paris, Saint-Étienne, Nancy, Ponts, TélécomParisTech, SupAéro, ENSTA ParisTech, IMT), 38 pour Centrale (Paris, Lyon, Lille et Nantes) et Supélec, 6 à PHELMA et 3 à l'ENSEEIHT.
En 2025, deux TSI intègrent l’X, 15 réussissent le concours Mines-Ponts (6 à Saint-Étienne, 2 à Supaéro, 2 à ENSTA Paris, 3 à Télécom Paris/Apprentissage, 1 à Nancy, 1 à IMT Atlantique), 51 accèdent aux écoles du concours Centrale-Supélec, et 25 intègrent via le concours Mines-Télécom.
Il faut également noter que dans un contexte de concurrence accrue (+53 % de candidats pour un nombre quasi constant de places offertes pour l'ensemble des concours TSI) le nombre de TSI intégrant l'ENSAM (Arts & Métiers Paristech) a baissé de 38 à 34 entre 2008 et 2016 (pour un nombre théorique de 35 places). Cette baisse est confirmée avec 33 intégrés au concours de 2017.

## Programme
Les matières principales (composées de cours, de TD et de TP) et qui ont une importance similaire au niveau des concours sont :
- les sciences industrielles de l'ingénieur (SI) : automatique, cinématique, statique, dynamique, système à événement discrets, SysML, résistance des matériaux, machines électriques, modulateurs d'énergie et leurs commandes associées, modélisation multiphysique, énergétique et asservissement ;
- les mathématiques : 
  - analyse (séries, séries entières, séries de Fourier, intégrales impropres et calcul différentiel, équations différentielles linéaires, équations paramétrées, espaces préhilbertiens, lois de probabilités) ;
  - algèbre (algèbre linéaire, algèbre bilinéaire, géométrie, polynômes, calcul matriciel, réduction des endomorphismes, espaces vectoriels) ;
- la physique : optique ondulatoire/géométrique, physique des ondes, électromagnétisme, thermodynamique, mécanique, électrocinétique, oscillateurs, ainsi que quelques éléments d'analyse vectorielle.

Les autres matières qui possèdent un enseignement plus restreint sont :
- la chimie : cristallographie, diagrammes E-ph, courbes intensité-potentiel, diagrammes d'Ellingham, atomistique, oxydoréduction, cinétique chimique, acido-basicité ;
- l'informatique : prise en main du langage Python ;
- français-philosophie : deux heures par semaine pendant lesquelles sont étudiées les œuvres et le thème du programme officiel ;
- langues vivantes : deux heures par semaine d'anglais plus 2 heures pour une seconde langue facultative.

### Emploi du temps
L'emploi du temps hebdomadaire comporte :
- mathématiques : 10 h ;
- physique-chimie  : 6 + 2 h ;
- sciences industrielles de l'ingénieur  : 7 h ;
- TIPE  : 2 h en seconde année et à partir du second semestre de la première année ;
- informatique pour tous  : 2 h ;
- français - philosophie  : 2 h ;
- anglais  : 2 h ;
- langue vivante 2 (facultative)  : 2 h ;

Auquel s'ajoutent de 2 à 4 h de colles par semaine :
- Mathématiques  : 1 h par semaine ;
- Physique-chimie  : 1 h par quinzaine ;
- SII et Anglais  : alternativement 1 h par semaine ;
- Français : 1 h par trimestre.

| Matière                                     | Total | Cours | TD  | TP  | Khôlles           |
| ------------------------------------------- | ----- | ----- | --- | --- | ----------------- |
| Mathématiques                               | 10 h  | 7 h   | 3 h | 0   | 1 h par semaine   |
| Physique - Chimie                           | 8 h   | 4 h   | 2 h | 2 h | 1 h par quinzaine |
| Informatique                                | 2 h   | 1 h   | 0   | 1 h | 0                 |
| Sciences industrielles de l'ingénieur (SII) | 7 h   | 2 h   | 2 h | 3 h | 1 h par quinzaine |
| Français-philosophie (culture générale)     | 2 h   | 2 h   | 0   | 0   | 1 h par trimestre |
| Langue vivante 1                            | 2 h   | 2 h   | 0   | 0   | 1 h par quinzaine |
| Langue vivante 2 (facultatif)               | 2 h   | 2 h   | 0   | 0   | 0                 |
| TIPE*                                       | 2 h   | 2 h   | 0   | 0   | 0                 |